# San Juan de Mata (Costa Rica)
San Juan de Mata es el tercer distrito del cantón de Turrubares, en la provincia de San José, de Costa Rica.

## Toponimia
El nombre del distrito proviene en honor a Juan de Mata, religioso francés, patrono del distrito de San Juan de Mata y de su iglesia, localizada en el centro del distrito, y cofundador, junto a san Félix de Valois, de la Orden Trinitaria.

## Ubicación
También conocida como El Llano, se ubica en el oeste del cantón, limita al noroeste con el cantón de Orotina, al oeste con el cantón de Garabito, al sur con el distrito de Carara, al este con el distrito de San Luis y al noreste con los distritos de San Pedro y San Pablo.

## Geografía
San Juan de Mata cuenta con un área de 86,25 km² y una altitud media de 120 m s. n. m.

## Demografía
Para el año 2022, San Juan de Mata cuenta con una población estimada de 1236 habitantes, y para el último censo efectuado, en 2011, San Juan de Mata contaba con una población de 1182 habitantes.

## Localidades
- Poblados: Bajo Laguna, Candelillal, Comunes, El Barro, Hacienda Estrella, Hacienda Molino, Labrente, Llano Bonito (San Juan de Mata), Manco, Molenillo, Paso Agres, San Juan de Mata (centro del distrito), Surtubal, Tiquirres, Tronco Negro.

## Cultura

### Educación
Ubicadas propiamente en el distrito de San Juan de Mata se encuentran los siguientes centros educativos:
- Escuela de El Barro
- Escuela de Lagunas
- Escuela de Paso Agres
- Escuela Mauro Fernández Acuña
- Telesecundaria de El Llano

## Transporte

### Carreteras
Al distrito lo atraviesan las siguientes rutas nacionales de carretera:
- Ruta nacional 137
- Ruta nacional 319

## Concejo de distrito
El concejo de distrito de San Juan de Mata vigila la actividad municipal y colabora con los respectivos distritos de su cantón. También está llamado a canalizar las necesidades y los intereses del distrito, por medio de la presentación de proyectos específicos ante el Concejo Municipal. La presidenta del concejo del distrito es la síndica propietaria del partido Liberación Nacional, Olga Lidia Madrigal Guadamuz.
El concejo del distrito se integra por:
| #                       | Partido                     | Nombre                           |
| Síndico propietario     | Síndico propietario         | Síndico propietario              |
| ----------------------- | --------------------------- | -------------------------------- |
| 1                       | Partido Liberación Nacional | Olga Lidia Madrigal Guadamuz     |
| Síndico suplente        |                             |                                  |
| 2                       | Partido Liberación Nacional | Ronald Gerardo Mora Fallas       |
| Concejales propietarios |                             |                                  |
| 3                       | Partido Liberación Nacional | Sonia Lorena Céspedes López      |
| 4                       | Partido Liberación Nacional | Leonardo Campos Campos           |
| 5                       | Partido Nueva Generación    | Alicia del Carmen Vargas Vázquez |
| 6                       | Partido Nueva Generación    | Michael Andrés León Madrigal     |
| Concejales suplentes    |                             |                                  |
| 7                       | Partido Liberación Nacional | Doris Jeannette Céspedes López   |
| 8                       | Partido Liberación Nacional | Leonel Arias Arias               |
| 9                       | Partido Nueva Generación    | Yeyson Agüero Mora               |
| 10                      | Partido Nueva Generación    | Yuliana Verónica Agüero Brenes   |